# Batalha de Yataity-Corá
A Batalha de Yataity-Corá foi um conflito ocorrido entre os dias 10 e 11 de julho de 1866 entre tropas argentinas e paraguaias em Yataity-Corá (Paraguai). O exército argentino, sob o comando do presidente e general Bartolomé Mitre, venceu o combate.
Em 11 de julho, de 2.500 Paraguaios, sob o comando do Gen. José E. Díaz, atacaram as posições argentinas no seu perímetro. O ataque foi interrompido ao anoitecer devido a uma fogueira inciada pelos foguetes de Congreve, mas logo retomado em seguida. Ás 21h00 a batalha terminou com 430 baixas paraguaias, entre mortos, feridos e capturados.Os Argentinos perderam 30 homens mortos, 177 feridos e 51 desaparecidos.